# Kevon
 (novembre 2022).
Kevon est un prénom masculin, porté surtout à Trinidad et Tobago et aux États-Unis depuis la seconde moitié du XXe siècle et l'émergence des prénoms afro-américains (en).

## Personnalités
Pour les articles sur les personnes portant ce prénom, consulter les listes générées automatiquement pour Kevon